# Boće (Serbia)
Boće (cyr. Боће) – wieś w Serbii, w okręgu raskim, w gminie Raška. W 2011 roku liczyła 25 mieszkańców.